# 擬多齒蛇鯔
擬多齒蛇鯔，為輻鰭魚綱仙女魚目合齒魚亞目合齒魚科的其中一種，分布於印度洋的印度海域，為底棲性魚類，生活在沙泥底質海域，屬肉食性，生活習性不明。